# دوفينة فرنسا

شعار دوفين فرنسا.

دوفينة فرنسا (بالفرنسية: dauphine de France؛ الجمع: dauphines de France) هي زوجة دوفين فرنسا «وريث عرش فرنسا»؛ وكان هذا اللقب مماثل مع أميرة ويلز (زوجة وريث عرش بريطانيا).

## قائمة دوفينات فرنسا القرينات

### آل فالوا
| الاسم                  | الوالد                                         | الميلاد          | الزواج         | أصبحت دوفينة                      | توقف عن استخدام اللقب      | الوفاة        | الزوج                       |
| ---------------------- | ---------------------------------------------- | ---------------- | -------------- | --------------------------------- | -------------------------- | ------------- | --------------------------- |
| جوان بوربون            | بيير الأول دوق بوربون (بوربون)                 | 3 فبراير 1338    | 8 أبريل 1350   | 22 أغسطس 1350 زوجها أصبح الدوفين  | 8 أبريل 1364 أصبحت الملكة  | 6 فبراير 1378 | شارل، الدوفين الأول         |
| مارغريت البرغونية      | جان الشجاع دوق بورغندي (فالوا-بورغندي)         | 1393             | 31 أغسطس 1412  | 31 أغسطس 1412                     | 18 ديسمبر 1415 وفاة الزوج  | 2 فبراير 1441 | لويس، الدوفين السادس        |
| جاكلين البافارية       | فيلهلم الثاني دوق بافاريا-شتراوبينغ (فيتلسباخ) | 16 أغسطس 1401    | 6 أغسطس 1415   | 18 ديسمبر 1415 زوجها أصبح الدوفين | 4 أبريل 1417 وفاة الزوج    | 8 أكتوبر 1436 | جان، الدوفين السابع         |
| مارغريت الاسكتلندية    | جيمس الأول ملك اسكتلندا (ستيوارت)              | 25 ديسمبر 1424   | 24 يونيو 1436  | 24 يونيو 1436                     | 16 أغسطس 1445              | 16 أغسطس 1445 | لويس، الدوفين التاسع        |
| شارلوت السافوية        | لودوفيكو دوق سافوي (سافوي)                     | 11 نوفمبر 1443/5 | 14 فبراير 1451 | 14 فبراير 1451                    | 22 يوليو 1461 أصبحت الملكة | 1 ديسمبر 1483 | لويس، الدوفين التاسع        |
| كاثرين ميديشي          | لورينزو الثاني دي ميديشي دوق أوربينو (ميديشي)  | 13 أبريل 1519    | 28 أكتوبر 1533 | 10 أغسطس 1536 زوجها أصبح الدوفين  | 31 مارس 1547 أصبحت الملكة  | 5 يناير 1589  | هنري، الدوفين السادس عشر    |
| ماري ملكة الاسكتلنديين | جيمس الخامس ملك اسكتلندا (ستيوارت)             | 8 ديسمبر 1542    | 24 أبريل 1558  | 24 أبريل 1558                     | 10 يوليو 1559 أصبحت الملكة | 8 فبراير 1587 | فرانسوا، الدوفين السابع عشر |

### أسرة بوربون
| الاسم                       | الوالد                                             | الميلاد        | الزواج         | أصبحت دوفينة                      | توقف عن استخدام اللقب     | الوفاة         | الزوج                                          |
| --------------------------- | -------------------------------------------------- | -------------- | -------------- | --------------------------------- | ------------------------- | -------------- | ---------------------------------------------- |
| ماري آن-فيكتوار البافارية   | فرديناند ماريا ناخب بافاريا (فيتلسباخ)             | 28 نوفمبر 1660 | 7 مارس 1680    | 7 مارس 1680                       | 20 أبريل 1690             | 20 أبريل 1690  | لويس "الدوفين الأكبر"، الدوفين العشرون         |
| ماري أديلايد السافوية       | فيتوريو أميديو الثاني ملك سردينيا (سافوي)          | 6 ديسمبر 1685  | 7 ديسمبر 1697  | 14 أبريل 1711 زوجها أصبح الدوفين  | 12 فبراير 1712            | 12 فبراير 1712 | لويس "الدوفين الأصغر"، الدوفين الحادي والعشرون |
| ماري تيريز رافايل الإسبانية | فيليب الخامس ملك إسبانيا (بوربون)                  | 11 يونيو 1726  | 23 فبراير 1745 | 23 فبراير 1745                    | 22 يوليو 1746             | 22 يوليو 1746  | لويس، الدوفين الرابع والعشرون                  |
| ماري جوزيف الساكسونية       | أغسطس الثالث ملك بولندا (فتين)                     | 4 نوفمبر 1731  | 9 فبراير 1747  | 9 فبراير 1747                     | 20 ديسمبر 1765 وفاة الزوج | 13 مارس 1767   | لويس، الدوفين الرابع والعشرون                  |
| ماريا أنطونيا النمساوية     | فرانتس الأول إمبراطور روماني مقدس (هابسبورغ-لورين) | 2 نوفمبر 1755  | 16 مايو 1770   | 16 مايو 1770                      | 10 مايو 1774 أصبحت الملكة | 16 أكتوبر 1793 | لويس أوغست، الدوفين الخامس والعشرون            |
| ماري تيريز الفرنسية         | لويس السادس عشر (بوربون)                           | 19 ديسمبر 1778 | 10 يونيو 1799  | 16 سبتمبر 1824 زوجها أصبح الدوفين | 2 أغسطس 1830 أصبحت الملكة | 19 أكتوبر 1851 | لويس أنطون، الدوفين السابع والعشرون            |